# Mulholland Falls
Mulholland Falls (La brigada del sombrero) es una película estadounidense de neo-noir de 1996 dirigida por Lee Tamahori, escrita por Pete Dexter y protagonizada por Nick Nolte, Jennifer Connelly, Chazz Palminteri, Michael Madsen, Chris Penn y Melanie Griffith.

## Sinopsis
Nolte interpreta al jefe de un grupo de élite de cuatro detectives del Departamento de Policía de Los Ángeles (LAPD), que son conocidos por no detenerse ante nada, incluido el asesinato, para mantener el control de su jurisdicción, con la aprobación tácita del jefe de policía.

## Reparto
- Nick Nolte es Max Hoover
- Melanie Griffith es Katherine Hoover
- Chazz Palminteri es Ellery Coolidge
- Michael Madsen es Eddie Hall
- Chris Penn es Arthur Relyea
- Treat Williams es Coronel Nathan Fitzgerald
- Jennifer Connelly es Allison Pond
- Andrew McCarthy es Jimmy Fields
- John Malkovich es General Thomas Timms
- Daniel Baldwin es Jeffrey McCafferty
- Kyle Chandler es el capitán
- William Petersen es Jack Flynn
- Titus Welliver es Kenny Kamins
- Ed Lauter es Earl

## Argumento
A principios de la década de 1950, un equipo de cuatro detectives de LAPD, frustrados con las reglas y las debilidades del sistema legal que les impiden luchar más agresivamente contra el crimen, cometen una ejecución extrajudicial cuando arrojan a Jack Flynn, un poderoso gángster de Chicago, de un acantilado en Mulholland Drive, apodado "Mulholland Falls" por todos los criminales a los que han despeñado.
El jefe del escuadrón, el teniente Maxwell Hoover, y sus compañeros Ellery Coolidge, Eddie Hall y Arthur Relyea, son contratados para investigar la muerte sospechosa de una joven cuyo cuerpo fue encontrado en un solar en construcción. Un examen revela que todos los huesos de su cuerpo están rotos y el forense comenta que parece como si "hubiera saltado de un acantilado", aunque no hay acantilados cerca. La mujer resulta ser alguien que Hoover conocía muy bien: una prostituta llamada Allison Pond. Los detectives reciben una película de Allison teniendo relaciones sexuales en una habitación de motel, tomada por una cámara escondida detrás de un espejo de doble cara. El amigo de Allison, Jimmy Fields, admite que él y Allison hicieron numerosas películas de este tipo, incluida una con Hoover. Posteriormente, Fields es asesinado mientras estaba custodiado por Hall y Relyea.
Se encuentra vidrio radiactivo en el pie de Allison, lo que lleva a los detectives al sitio de pruebas de Nevada, donde son rápidamente atrapados por la seguridad de la base. Su superior, el coronel Fitzgerald, amenaza con arrestar y procesar al escuadrón por invadir una instalación secreta del gobierno, pero el equipo logra escapar de su situación cuando el hombre en la película es identificado como el comandante civil de la base, el general retirado Thomas Timms. Timms, el jefe de la Comisión de Energía Atómica, confirma que se acostó con Pond, pero tiene una coartada para el día de su muerte. Un agente del FBI visita la policía de Los Ángeles y le pide personalmente al jefe que detenga la investigación; cuando se niega su solicitud, la casa de Hoover es saqueada por agentes federales con una orden de registro, que no logran recuperar la película. Hoover ataca brutalmente al agente del FBI, tras lo cual se le entrega otra película a su esposa Kate, que muestra a su marido y a Allison teniendo relaciones sexuales en el motel.
El chantajista resulta ser Fitzgerald, quien exige que le traigan la película de Timms con Allison. Hoover se da cuenta de que las imágenes cinematográficas de Allison de Fields también incluyen imágenes de "soldados atómicos", militares estadounidenses que fueron utilizados involuntariamente por Fitzgerald como conejillos de indias para pruebas de bombas atómicas antes de ser transferidos a una sala segura de un hospital militar por orden suya; el coronel tiene la intención de dejarlos morir para evitar tener que rendir cuentas. Hoover y Coolidge vuelan a la base y le entregan en secreto la película a Timms, quien también tiene una enfermedad terminal de cáncer, para que pueda exponer las malas acciones de Fitzgerald.
Para su viaje de regreso a Los Ángeles, Hoover y Coolidge abordan un avión de carga C-47, donde se les unen Fitzgerald y su ayudante, el capitán. Durante el vuelo, Hoover deduce cómo asesinaron a Pond y le dice a Coolidge que Fitzgerald los matará de la misma manera: arrojándolos fuera del avión en pleno vuelo. En una lucha feroz, los detectives luchan por sus vidas. Coolidge carga contra el capitán mientras se realizan los disparos. Los detectives finalmente logran arrojar al capitán y a Fitzgerald fuera del avión, y ambos caen y mueren. El piloto también recibe un disparo accidentalmente, pero logra un aterrizaje forzoso antes de morir. Coolidge celebra el aterrizaje hasta que se da cuenta de que él también ha recibido un disparo y muere también en el lugar.
Hoover no puede reconciliarse con su esposa en el funeral de Coolidge porque se siente traicionado y desconsolado, y luego lo deja para siempre. Con la noticia de que su unidad ha sido disuelta para proteger la imagen del LAPD, Hoover se queda sin nada.

## Producción
La fotografía principal se llevó a cabo en Los Ángeles, Malibú, y Desert Hot Springs en California, así como en Wendover, Utah.